# NGC 2537A
NGC 2537A في الفهرس العام الجديد، هي مجرة، تقع في كوكبة الوشق. اكتشفت بواسطة ويليام هيرشل.

## روابط خارجية
- NGC 2537A على موقع ويكي سكاي: DSS2, SDSS, GALEX, IRAS, Hydrogen α, X-Ray, Astrophoto, Sky Map, Articles and images